# Pukavik
Pukavik – miejscowość (tätort) w Szwecji, w regionie administracyjnym (län) Blekinge, w gminie Sölvesborg.
Według danych Szwedzkiego Urzędu Statystycznego liczba ludności wyniosła: 343 (31 grudnia 2015), 347 (31 grudnia 2018) i 332 (31 grudnia 2019).